# Weissbachlscharte
Weissbachlscharte är ett bergspass i Österrike. Det ligger i distriktet Zell am See och förbundslandet Salzburg, i den centrala delen av landet. Weissbachlscharte ligger 2 261 meter över havet. Vägen över Weissbachlscharte bedöms av Deutscher Alpenverein som mindre svår (WS).
Trakten runt Weissbachlscharte består i huvudsak av kala bergstoppar och gräsmarker.